# 狄斯比斯
狄斯比斯（古希臘語：Θέσπις），约活动于公元前6世纪前后。古希腊伊卡里亚诗人之一，因革新悲剧而闻名，他使用一名演员做开场并与歌队进行交流（从合唱表演到戏剧的转变）。他也是第一個把酒神祭典中所唱的歌曲，改寫成對話式的悲劇對話劇本，和第一個西方戲剧演员。所以，在英語地方，演员可以被称为thespians。其作品尚存有争议。